# Трейблут, Густав Иванович
Густав Иванович Трейблут (нем. Gustav Treublut; ок. 1740 — после 1797) — генерал-лейтенант русской императорской армии.

## Биография
Родился около 1740 года; его отец — нем. Johann Peter Treublut.
В службе — с 1756 года; с 27 октября 1775 года — подполковник. В 1776 году назначен в Псковский пехотный полк. С 1 января 1781 года — полковник Нашебургского пехотного полка; спустя три года — бригадир; 26 ноября 1784 года за выслугу лет получил орден Св. Георгия 4-й степени.
В генерал-майоры был произведён 14 апреля 1789 года. С 3 декабря 1796 года — шеф Пермского мушкетёрского полка. Генерал-лейтенант с 29 сентября 1797 года. Был командиром 3-й бригады, располагавшейся в Троицке.

## Семья
Был дважды женат на представительницах рода фон Штейн. Первая жена — Jacobina Agneta von Stein (1764—1800). Через год после её смерти женился на Элеоноре фон Штейн нем. Eleon. Marg. Wendula von Stein (1771—?).